# ローブルミナミブナ
ローブルミナミブナ（学名: Nothofagus obliqua）は、チリとアルゼンチンの中部および南部に自生するナンキョクブナ科の樹木で、高さ50m、直径2mに達する落葉高木。

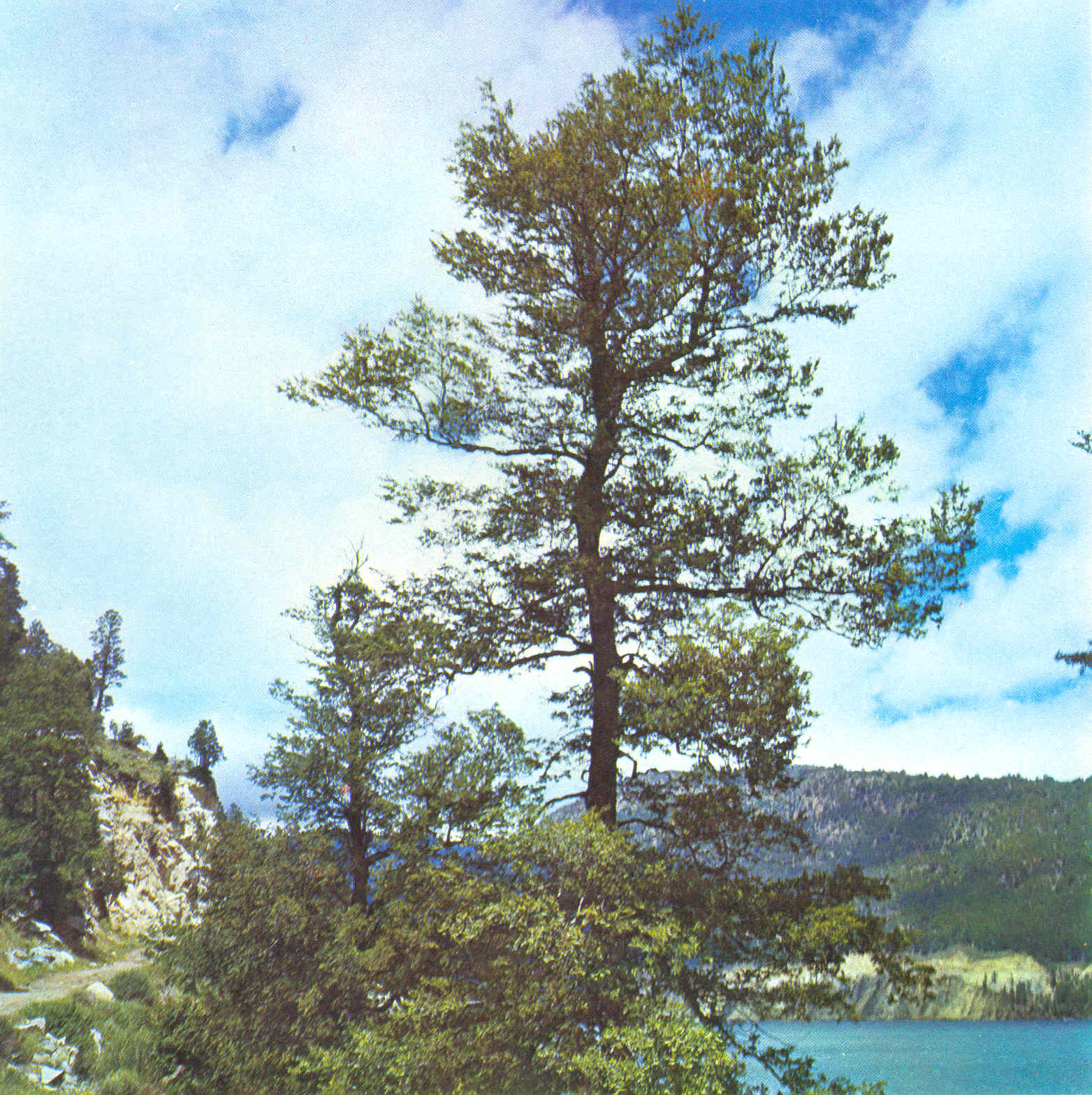
ローブルミナミブナ

## 利用
材は散孔材で、心材は紅褐色を呈する。材はフローリング、家具などに用いられる。

## 諸言語における呼称
- 英語: roble beech[2][4]、roble pellin[4][5]（ローブルペリン[6]）、pellin falsebeech[5]
- スペイン語:
  - 〔アルゼンチン、チリ〕coyan、roble、roble pellín[5]
  - 〔アルゼンチン〕pellín、roble de Neuquén[5]
  - 〔チリ〕hualle、roblepellín[5]